# Schmidt & Bender
Schmidt & Bender ist ein deutsches Unternehmen, das sich auf die Produktion und Entwicklung hochwertiger Zielfernrohre für die Jagd und den Sport sowie die Polizei und das Militär spezialisiert hat. Insbesondere die Police Marksman-Serien (kurz PM und PM II) sind weltweit bei vielen Spezialeinheiten im Einsatz.

## Geschichte
Das Unternehmen wurde 1957 vom Feinmechaniker Helmut Schmidt und vom Feinmechanikermeister Helmut Bender in Biebertal im Landkreis Gießen in Mittelhessen gegründet und befindet sich noch immer im Besitz der Gründerfamilien. Es beschäftigt in Deutschland über 80 Mitarbeiter.
Zuerst produzierte Schmidt & Bender ausschließlich für größere deutsche Jagd-Versandhäuser, die die Zielfernrohre unter verschiedenen Markennamen wie „Geco“, „Horrido“ und „Akah“ vertrieben. Im Laufe der Zeit begann man dann aber, Zielfernrohre unter dem eigenen Namen zu verkaufen, und so sind heute die Zielfernrohre nur noch unter dem Namen „Schmidt & Bender“ erhältlich.
Das Unternehmen fertigt zum Großteil in Handarbeit, wodurch die Anzahl der produzierten Zielfernrohre beschränkt wird.

## Schmidt & Bender Hungaria Optik
1992 wurde Schmidt & Bender Hungaria Optikai KFT in Budapest von Schmidt & Bender GmbH & Co. KG als unabhängiges Unternehmen gegründet. Durch die Privatisierungen in Ungarn wurde es Schmidt & Bender möglich, den bereits 1876 gegründeten Hersteller von Optikkomponenten und Glasfasern, die Ungarischen Optischen Werke (MOM) zu erwerben, die schon vorher optische Komponenten für Schmidt & Bender Zielfernrohre produzierten. Heute sind dort 80 Mitarbeiter beschäftigt.

## Produkte

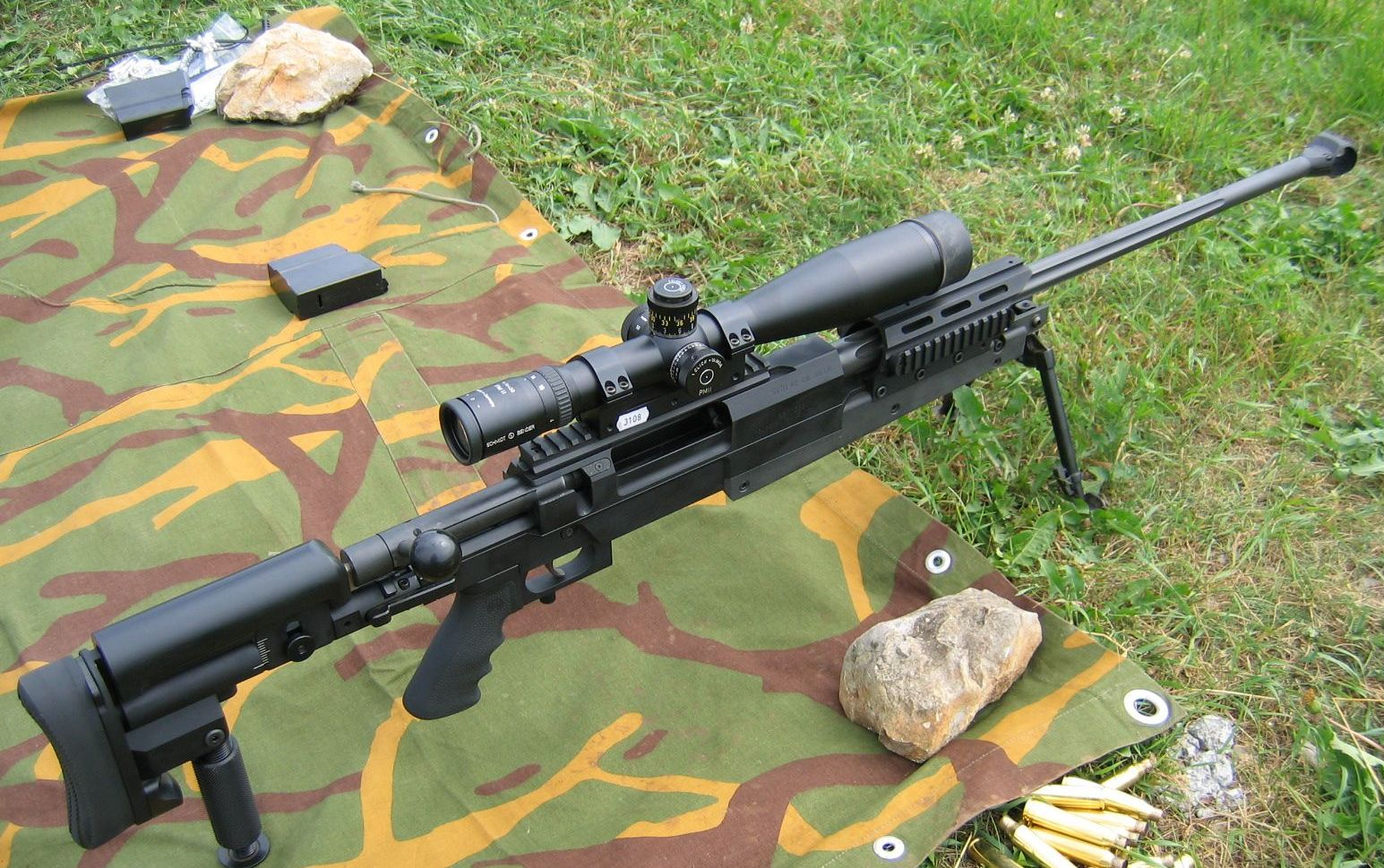
Schmidt & Bender Zielfernrohr auf einem PGM Précision 338-Scharfschützengewehr

- Klassik: Produktlinie für die Jagd, konventionelle und robuste Zielfernrohre
- Zenith: Produktlinie für die Jagd, modernes Zielfernrohr-Programm mit erweiterten Funktionen
- Police Marksman und Police Marksman II (PM und PM II): breite Produktlinie für Militär und Polizei, auch geeignet für große Entfernungen (über 2.000 m) und schwere Scharfschützengewehre, beispielsweise im Kaliber 12,7 × 99 mm NATO (.50 BMG)
- Sport: Produktlinie für Sportschützen

## Nutzer
- Accuracy International bietet Schmidt & Bender PM II-Zielfernrohre bei seinen Arctic-Warfare-Gewehren an.
- Brügger & Thomet liefert seine Gewehre der APR-Familie serienmäßig mit einem Zielfernrohr von S&B aus.
- Heckler & Koch bestückt die neue Version des HK PSG1, das PSG 1A1, mit einem Zielfernrohr von S&B, nachdem beim alten PSG1 noch ein Zielfernrohr von Hensoldt (heute: Carl Zeiss Sports Optics) zum Einsatz kam.
- Das United States Marine Corps entschied sich, seine Scharfschützengewehre mit einer Spezialversion des PM II auszustatten. Das 3–12 × 50 PM II Military ersetzt dabei bei den Gewehren in den Kalibern .308 Win und .50 BMG ein Zielfernrohr, das 25 Jahre im Einsatz war.[5]